# 祖卡里宫 (佛罗伦萨)

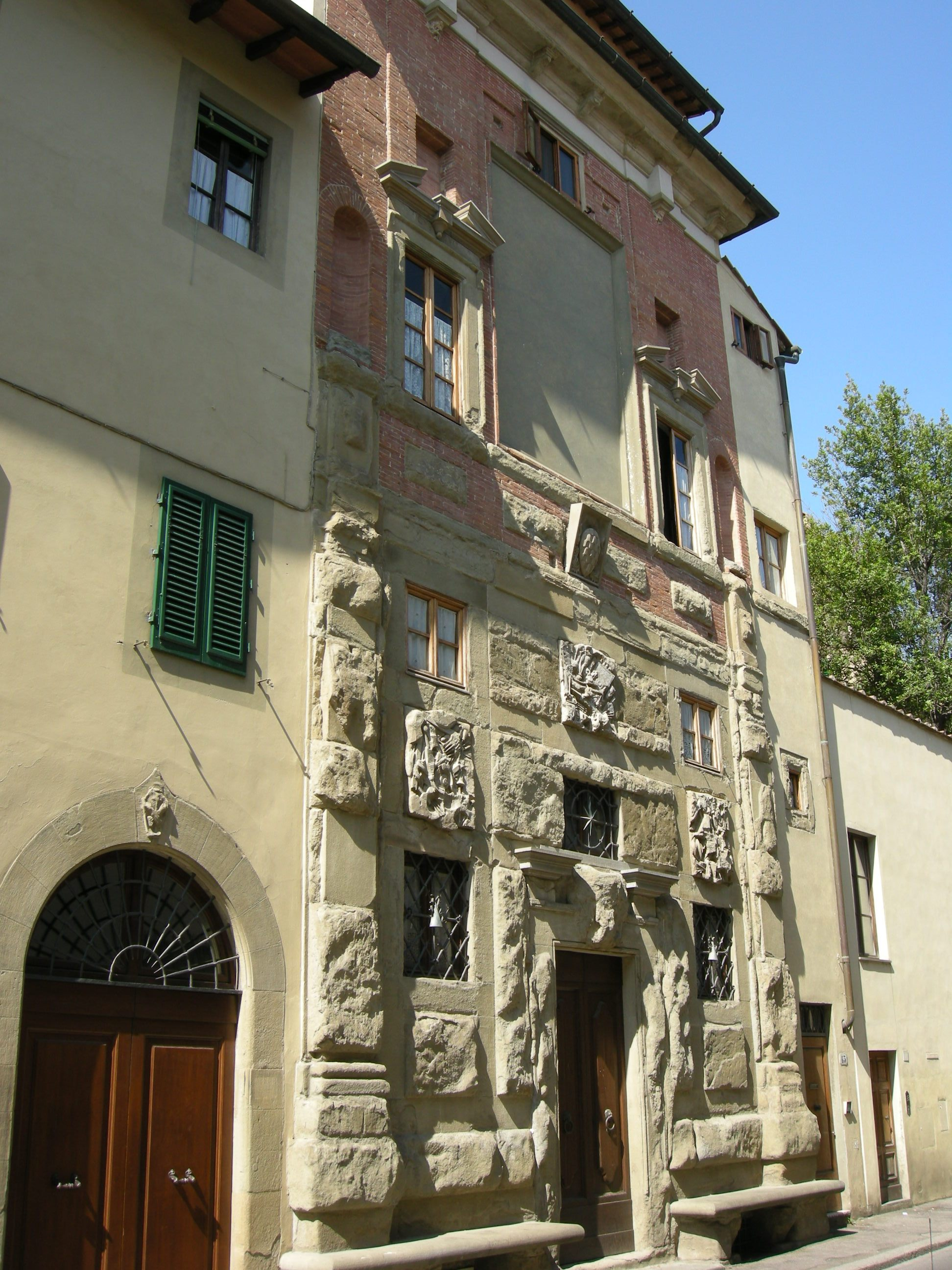
祖卡里宫

祖卡里宫（Palazzo Zuccari）是意大利佛罗伦萨的一座16世纪宫殿，位于朱斯蒂街（Via Giusti）43号，由费德里科·祖卡里兴建。
这座建筑与安德烈德尔萨托住宅（入口在Via Gino Capponi 22号）在内部合为一体，但是通常仍视为单独的建筑。
该建筑拥有风格主义的奇特立面，使之成为佛罗伦萨一个独特的场景。
43°46′39.13″N 11°15′47.28″E / 43.7775361°N 11.2631333°E
Template:佛罗伦萨地标